# 克內爾滕岩
71°33′S 2°52′W / 71.550°S 2.867°W
克內爾滕岩，是南極洲的岩石，位於毛德皇后地的瑪塔公主海岸，處於韋斯萊斯卡爾韋特冰原島峰以北13公里，挪威製圖師根據探險隊的測量和拍攝的空中照片繪入地圖，現時由南極條約體系管理。